# Waduk Notopuro
Waduk Notopuro är en reservoar i Indonesien.   Den ligger i provinsen Jawa Timur, i den västra delen av landet, 600 km öster om huvudstaden Jakarta. Waduk Notopuro ligger 93 meter över havet. Arean är 0,58 kvadratkilometer.Omgivningarna runt Waduk Notopuro är en mosaik av jordbruksmark och naturlig växtlighet. Den sträcker sig 0,9 kilometer i nord-sydlig riktning, och 0,9 kilometer i öst-västlig riktning.